# Project Builder
Project Builderは、NeXT社がNeXTSTEPオペレーティングシステム用に開発した統合開発環境（IDE）である。
Appleは、Mac OS X v10.3以前のMac OS Xでの開発環境として配布していたものを書き直し、Mac OS X 10.3 Pantherの時点でXcode（非公式にPBXと呼ばれていた。）となった。
GNUstepのProjectCenter IDEは、NextStepのオリジナルデザインを大まかに再現したもので、追加の機能はProjectManagerというサードパーティのGNUstep IDEによって提供され、より使いやすくなっている。